# Skrovsjön
Skrovsjön är en sjö i Norrköpings kommun i Östergötland och ingår i Nyköpingsåns huvudavrinningsområde. Sjön är 4,6 meter djup, har en yta på 0,226 kvadratkilometer och befinner sig 73,4 meter över havet.

## Delavrinningsområde
Skrovsjön ingår i det delavrinningsområde (651794-151615) som SMHI kallar för Utloppet av Myckelmossasjön. Medelhöjden är 92 meter över havet och ytan är 37,52 kvadratkilometer. Det finns inga avrinningsområden uppströms utan avrinningsområdet är högsta punkten. Magnehulteån (Venån) som avvattnar avrinningsområdet har biflödesordning 3, vilket innebär att vattnet flödar genom totalt 3 vattendrag innan det når havet efter 121 kilometer. Avrinningsområdet består mestadels av skog (84 procent). Avrinningsområdet har 3,03 kvadratkilometer vattenytor vilket ger det en sjöprocent på 8,1 procent.